# Nhuận Đức
Nhuận Đức là một xã thuộc Thành phố Hồ Chí Minh, Việt Nam.
Xã Nhuận Đức có diện tích 21,83 km², dân số năm 2021 là 15.517 người,  mật độ dân số đạt 710 người/km².